# سنت ماری، رئونیون
شهر سنت ماری، رئونیون (به فرانسوی: Sainte-Marie, Réunion) در شهرستان رئونیون در ناحیه رئونیون با جمعیت ۳۰٬۵۹۶ نفر در کشور فرانسه واقع شده‌است